# Gautier de Coincy
Gautier de Coincy (1177-1236) là một viện phụ, nhà thơ và nhà soạn nhạc người Pháp. Ông là một tác giả lớn của văn học thời trung cổ ở Pháp, chủ yếu được biết đến với sự cống hiến cho Maria.
Ông đã biên soạn Les Miracles de Nostre-Dame hay The Miracles of Notre Dame (The Miracles of Our Lady) được biết như là Phép lạ của Đức Mẹ. Trong tập này là những bài thơ ca ngợi Đức Trinh Nữ Maria.
Các tác phẩm của ông thường nói về sự đam mê, lòng bao dung và có tính lãng mạn; sau đó đã được phổ biến thịnh hành trong triều đình.